# Magaragadi
Magaragadi (en népalais : मगरागढी) est un comité de développement villageois du Népal situé dans le district de Bardiya. Au recensement de 2011, il comptait 18 933 habitants.